# Gspann Károly (orvos, 1865–1938)
Gspann Károly (Bágyon, 1865. november 1. – Kolozsvár, 1938. február 12.) orvos, egészségügyi szakíró. Gspann Károly atyja.

## Élete és munkássága
A Kolozsvári Unitárius Kollégiumban érettségizett (1889), a kolozsvári egyetemen orvosi oklevelet szerzett (1898). Purjesz Zsigmond belgyógyászati klinikáján tanársegéd, majd apahidai körorvos, 1912-től kolozsvári járásorvos. Az I. világháború után magángyakorlatot folytatott. Orvosi tanácsadó cikkeit az Erdélyi Magyar Unitárius Naptár, néhány novelláját és népies versét az Aranyosvidék, a Vadász Újság és a Független Újság közölte.